# エレナ・デル・モンテネグロ
エレナ・デル・モンテネグロ（イタリア語: Elena del Montenegro, 1873年1月8日 - 1952年11月28日）は、モンテネグロ王女で、イタリア王ヴィットーリオ・エマヌエーレ3世の妃。モンテネグロ名はイェレナ・ペトロヴィチ・ニェゴシュ（セルビア語: Јелена Петровић Његош）。

## 生涯

### 生い立ち
モンテネグロ公ニコラ1世と、その妃ミレナ・ヴコティッチの間の五女（第6子）として生まれ、兄弟姉妹と一緒に首都ツェティニェで育った。成長するとロシアに留学し、マリヤ・フョードロヴナ皇后の手元に引き取られて、貴族の娘が通うスモーリヌィ女学院で学んだあと、サンクトペテルブルクの大学で政治と哲学を学んだ。
1896年10月24日にローマのクイリナーレ宮殿において、イタリア王ウンベルト1世の一人息子で王位継承者のナポリ公ヴィットーリオ・エマヌエーレと結婚した。この結婚に際し、エレナは正教からカトリックに改宗した。
夫のナポリ公ヴィットーリオは南欧屈指の名家であるサヴォイア家の当主という高貴な家柄だったが、私生活では小市民的で華美な生活を嫌う吝嗇家だった。また自身の病弱で小柄な体格に強い劣等感を持ち、その裏返しとして周囲に対して猜疑心が強く、頑固で融通が利かない人物だった。しかし献身的で教養もあったエレナとの夫婦仲は良く、跡継ぎを含めて1男4女を儲けている。

### 王妃
義父のウンベルト1世が暗殺されると、夫のナポリ公が1900年8月11日にヴィットーリオ・エマヌエーレ3世として王位に就いた。
1908年12月28日にメッシーナ地震が発生し、メッシーナとレッジョ・ディ・カラブリアの街はほぼ壊滅、およそ7万人が死亡した。エレナは被災者を支援すべく、自分のサイン入り肖像写真を販売し、その売り上げを被災者のための復興資金に充てた。第一次世界大戦が勃発した際にも赤十字社の篤志看護婦として働き、カスタニェート・カルドゥッチの王家の別荘ヴィラ・マルゲリータを野戦病院として開放した。のち、王妃はさらに人命を救えるようにと医学の勉強に打ち込み、医学博士号を取得している。こうした慈善や医療への熱心さから、王太后マルゲリータと同じく民衆から大きな尊敬を集め、人気のある王妃として夫の治世を支えていた。
第二次世界大戦が起きると、エレナは夫の爵位獲得に合わせてエチオピア皇后（1936年 - 1941年）、アルバニア王妃（1939年 - 1943年）の称号も有した。ムッソリーニとファシスト政権を全面的に信頼していた夫と同じく、エレナもイタリアとサヴォイア家の勢力拡大には賛成だった。消滅した亡父の祖国であるモンテネグロ王国をイタリアの傀儡国家として復活させ、モンテネグロ王に自身の甥であるモンテネグロ王家家長ミハイロ、ロシア公ロマン・ペトロヴィチを即位させようとしたが、枢軸国に反対していた両者は王位を辞退した。1943年、エレナは枢軸国への協力を拒んだとしてドイツの強制収容所に送られた甥ミハイロを釈放するようにベニート・ムッソリーニに働きかけている。

### 廃位後
イタリア王ヴィットーリオ・エマヌエーレ3世は第二次世界大戦後、敗戦の責任を取って摂政になっていた長男ウンベルト2世に譲位し、エジプト王国へ亡命した。エレナはイタリアに残らず、夫と共に亡命する道を選んだ。
二人はムハンマド・アリー朝のエジプト王ファールーク1世に賓客として迎えられ、アレクサンドリアに提供された離宮で暮らすようになった。エレナは翌1947年に夫と死別し、未亡人となった。1950年に癌と診断され、1952年11月28日、フランスのモンペリエの病院で手術中に死去した。遺言により、遺骸はモンペリエの市営墓地に埋葬された。
死去から65年後の2017年12月15日、モンペリエに留まっていたエレナの遺骸はトリノ近郊のヴィコフォルテ教会に移された。2日後にはアレクサンドリアから夫の遺骸も移送され、エレナの側に改葬された。

## 子女

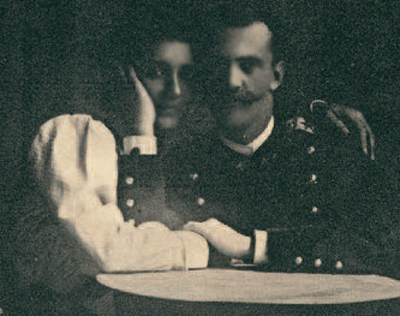
夫であるイタリア王ヴィットーリオ・エマヌエーレ3世との写真

イタリア王ヴィットーリオ・エマヌエーレ3世との間に1男4女をもうけた。
- ヨランダ・マルゲリータ（1901年 - 1986年）　1923年、ジョルジョ・カルロ・カルヴィ・ディ・ベールゴロ伯爵と結婚
- マファルダ（1902年 - 1944年）　1925年、ヘッセン＝カッセル方伯家家長フィリップと結婚
- ウンベルト2世（1904年 - 1983年）　イタリア王
- ジョヴァンナ（1907年 - 2000年）　1930年、ブルガリア王ボリス3世と結婚
- マリーア・フランチェスカ（1914年 - 2001年）　1939年、パルマ公子ルイージと結婚